# 黃秉璇
黃秉璇（罗马拼音：Wong Peng Soon，1918年—1996年5月22日），马来亚、新加坡前羽球運動員，自1930年代起至1950年代，曾經長期支配新加坡羽球界。他的球風平穩，擊球力道強而步法極其優雅，曾贏得7次新加坡單打冠軍及8次馬來亞單打冠軍。另外，他還得過丹麥公開賽、印度公開賽及菲律賓公開賽等比賽的冠軍。
1950年，他成為第一位獲得全英公開賽冠軍的亞洲人，隨後又在1951年、1952年及1955年奪冠，因而在國際間贏得「偉大的黃（Great Wong）」之稱號。他也是馬來亞贏得1949及1952年湯姆斯盃冠軍的成員之一，後來又擔任1955年湯姆斯盃馬來亞隊隊長。
由於在羽毛球運動上具有卓越貢獻，他曾經獲得大英帝國員佐勳章。1962年，他獲得新加坡政府頒發的「榮譽勳章」，成為第一位，也是迄今唯一以運動員身份獲獎者。
黃秉璇是柔佛州华人企业家黃亞福的侄孙。他於1996年5月22日死於肺炎，享年78歲。1999年5月，他被國際羽毛球聯合會列入名人堂 。

## 外部連結
- 名人堂 - 黃秉璇 （英文）